# Hvězdná brána: Archa pravdy
Hvězdná brána: Archa pravdy (v anglickém originále Stargate: The Ark of Truth) je americko-kanadský sci-fi film z roku 2008, součást franšízy Hvězdné brány společnosti Metro-Goldwyn-Mayer. Scénář snímku napsal Robert C. Cooper, který film také režíroval. Archa pravdy navazuje na televizní seriál Hvězdná brána; je zakončením orijského příběhu, jenž představoval hlavní dějovou linii posledních dvou řad tohoto seriálu. Vojenský tým SG-1 se ve filmu vydává do vzdálené orijské galaxie hledat takzvanou Archu pravdy, která by mohla být důležitou zbraní k poražení samotných Oriů.
Archa pravdy je jedním ze dvou filmů franšízy (tím druhým je Hvězdná brána: Návrat), které byly určeny pro DVD trh. Na DVD byl tento snímek premiérově vydán 11. března 2008, na český trh byla lokalizovaná verze uvedena 11. srpna 2008.

## Příběh
Film popisuje pokus týmu SG-1 najít tzv. Archu pravdy, zařízení schopné přesvědčit každého, kdo ji otevře, o „pravdě“, jež je do archy naprogramována. Vyvinuli ji Antikové za účelem porazit Orie, kteří se předtím pokusili Antiky zničit. I když orijský slib o povznesení je lež, Antikové se nakonec rozhodli, že nemají právo artefakt použít, protože věřili ve svobodu přesvědčení.
SG-1 objeví na Dakaře bednu, kterou považují za Archu pravdy. Než ji však mohou otevřít, dorazí orijští vojáci v čele s Tominem. Daniel Jackson je přelstí, aby bednu otevřeli, poté ale zjistí, že o Archu se nejedná. Orijský převor nařídí Tominovi pozemský tým zabít, on však odmítne a naopak Mitchell zabije převora, jehož schopnosti jsou blokovány protipřevorským zařízením. Ze šoku z převorovy smrti se orijští vojáci vzdají.
Na Zemi se generál Landry setká s Jamesem Marrickem, zástupcem mezinárodní komise IOA, který poté vyslýchá Tomina. Jackson si díky rozhovoru s Tominem uvědomí, že Archa pravdy zůstala v orijské galaxii. Marrick je přidělen na palubu Odyssey, jež se s týmem SG-1 vydá superbránou do orijské galaxie najít Archu pravdy a zastavit tak Orie a jejich křížovou výpravu jednou provždy. V orijské galaxii se setkají s Hertisem, členem protiorijského odboje, který jim sdělí, že podle legendy se Archa nachází na Celestu (v originále Celestis), hlavní orijské planetě. Odyssea (v originále Odyssey) se tam vydá, po transportu SG-1 na povrch Celestu aktivuje Marrick na palubě lodi asgardský počítač, který upozorní Orie na jejich pozici.

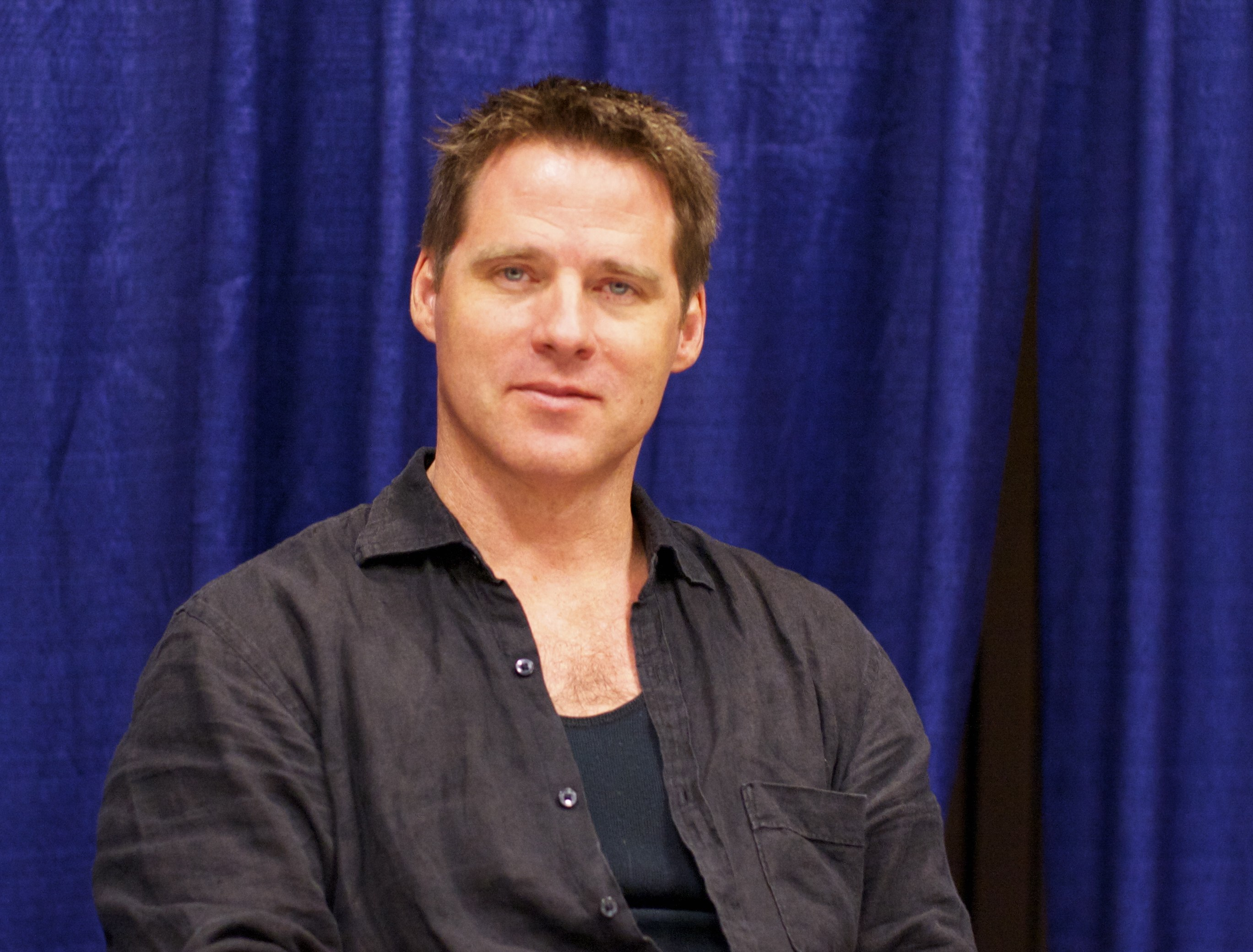
Ben Browder, představitel Camerona Mitchella

Mitchell a Carterová se transportují zpět na palubu lodi, kde zjistí, že Marrick s pomocí počítače vyrobil replikátora, kterého chce dostat do jedné z orijských lodí a nechat jej, aby zničil celou jejich flotilu. Mitchell se ho pokusí zneškodnit protireplikátorskou zbraní, replikátor však unikne a Marrick jim prozradí, že IOA odstranila slabiny v jeho konstrukci, ale že konvenční zbraně stále mohou zničit jednotlivce. Také jim naznačí, že existuje bezpečnostní kód, jenž ale nezná, a poté je zavřen v lodní cele. Protože se k Odysseji přibližuje několik orijských křižníků, pokusí se Mitchell přenést z planety na loď Jacksona, Teal'ca, Valu a Tomina. Replikátor nicméně převezme kontrolu nad systémem, takže je transport nemožný. Aby Odyssea orijským lodím unikla, musí skočit do hyperprostoru a zbytek týmu ponechat na Celestu.
Daniel Jackson objeví Archu v katakombách na planetě, tým ji proto vyzvedne na povrch. V tu chvíli je napadnou orijští vojáci, Teal'ca střelí do zad a ostatní zajmou. Po převozu do města Vala zjistí, že Oriové byli skutečně zabiti Merlinovou zbraní (viz epizoda „Maskování“). Adria se však povznesla a převzala veškerou jejich moc. Teal'c i se zraněním pochoduje k městu, na dohled od něj však zkolabuje. Je však oživen Morgan Le Fay, takže může pokračovat dál. Morgan se objeví (nejprve v podobě Merlina) v Jacksonově cele a řekne mu, že pokud vystaví jednoho z převorů účinkům Archy, i ostatní převorové budou zasažení díky vzájemnému spojení jejich holí. To oslabí Adrii tak, že ji díky Morgan mohou dostat do patové situace.
Na Zemi dorazí převor a nabídne poslední šanci přijmout víru v Počátek. Když generál Landry jej odmítne vyslechnout ho, Apollo zachytí flotilu orijských mateřských lodí, které čekají na okraji sluneční soustavy. Mezitím na Odysseji zaútočí rozmnožení replikátoři na Marricka a využijí jeho tělo. V následující bitvě dokáže Mitchell na chvíli přerušit replikátorské spojení s Marrickovým mozkem, ten mu rychle sdělí, že autodestrukční kód je na druhé straně krystalu, který použil k vytvoření prvního replikátora. Mitchell aktivuje nálož a tím Marricka zabije, poté informuje Carterovou, která spustí příkaz, jenž deaktivuje všechny replikátory na lodi.
Když Jackson Archu aktivuje a otevře, Doci je zasažen paprskem vycházejícím z ní a prozře, že Oriové nejsou bohové, přičemž toto přesvědčení se začne šířit mezi všemi převory a jejich stoupenci v orijské galaxii. Adriina moc je nyní oslabena a Morgan je schopná se s ní utkat ve věčném zápasu. Po návratu do Mléčné dráhy vystaví na Velitelství Hvězdné brány (SGC) zajatého převora účinkům Archy a tím obrátí všechny převory i v této galaxii.
Tomin odchází do orijské galaxie jako nový vůdce svých lidí. On i Vala souhlasí, že ačkoliv Oriové byli lháři, tak učení Počátku má samo o sobě smysl. Tomin se Valy zeptá, jestli by nešla s ním, ta však odvětí, že má už svoje místo v SGC. Přes Jacksonovy námitky je Archa přesunuta do oblasti 51, kde bude dále zkoumána.

## Obsazení

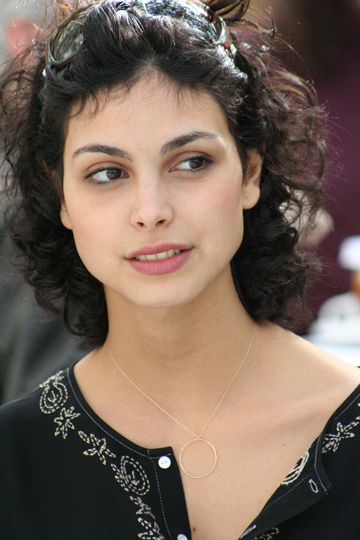
Morena Baccarin ztvárnila v seriálu Hvězdná brána i ve filmu Archa pravdy postavu Adrii

- Ben Browder (český dabing: Jan Šťastný [2008], Martin Písařík [2013]) jako podplukovník (v českém dabingu plukovník) Cameron Mitchell
- Amanda Tapping (český dabing: Tereza Bebarová [2008], Simona Postlerová [2013]) jako podplukovník (v českém dabingu plukovník) Samantha Carterová
- Christopher Judge (český dabing: Pavel Rímský [2008 a 2013]) jako Teal'c
- Michael Shanks (český dabing: Martin Stránský [2008], David Prachař [2013]) jako Daniel Jackson
- Beau Bridges (český dabing: Bedřich Šetena [2008], Jiří Čapka [2013]) jako generálmajor Hank Landry
- Claudia Black (český dabing: Zuzana Skalická [2008], Kateřina Lojdová [2013]) jako Vala Mal Doran
- Currie Graham (český dabing: Roman Hájek [2008], Jan Šťastný [2013]) jako James Marrick
- Morena Baccarin (český dabing: Zuzana Ďurdinová [2008], Debora Štolbová [2013]) jako Adria
- Tim Guinee (český dabing: Gustav Bubník [2008], Ivan Jiřík [2013]) jako Tomin
- Julian Sands (český dabing: Petr Pospíchal [2008], Jan Vlasák [2013]) jako Doci
- Sarah Strange (český dabing: ? [2008], Kateřina Velebová [2013]) jako Morgan Le Fay
- Michael Beach (český dabing: Jiří Valšuba [2008], Filip Jančík [2013]) jako plukovník Abraham Ellis
- Gary Jones (český dabing: Petr Gelnar [2008 a 2013]) jako seržant Walter Harriman
- Martin Christopher (český dabing: Martin Kubačák [2008], Lumír Olšovský [2013]) jako major Kevin Marks
- Christopher Gauthier (český dabing: Josef Nedorost [2008], Filip Rajmont [2013]) jako Hertis
- Eric Breker (český dabing: Pavel Vondra [2008], Vilém Udatný [2013]) jako plukovník Albert Reynolds
- Matthew Walker (český dabing: Bohuslav Kalva [2008], Milan Slepička [2013]) jako Merlin

## Produkce
Hvězdná brána: Archa pravdy je zakončením orijské příběhové linie seriálu Hvězdná brána, která začala první epizodou deváté řady tohoto seriálu. Příběh filmu původně Robert C. Cooper plánoval pro pět až šest epizod na přelomu desáté a jedenácté sezóny seriálu, jeho výroba však byla po desáté řadě v srpnu 2006 kanálem Sci-Fi Channel zastavena. Plánované ukončení desáté sezóny mělo uvést na obrazovky koncept Archy pravdy, artefaktu, po kterém pátrá SG-1. V dalším vývoji příběhu měla SG-1 zjistit, že zařízení se nachází v orijské galaxii a že by mohlo pomoci proti orijským vojákům v jejich křížové výpravě. Do orijské galaxie měla pozemský tým dostat skrz superbránu loď Odyssea. Sci-Fi Channel nicméně požadoval, aby děj seriálu byl ukončen, takže producenti přišli s nápadem epizody „Bez konce“, která je posledním dílem celého seriálu. Příběh filmové Archy pravdy se tak odehrává po událostech epizody „Bez konce“, avšak ještě před čtvrtou řadou seriálu Hvězdná brána: Atlantida.
Natáčení filmu probíhalo od 17. dubna do 8. května 2007, natáčen byl na 35mm film s formátem obrazu 16 : 9. Joel Goldsmith vytvořil pro Archu pravdy orchestrální hudbu, což je rozdíl oproti epizodám seriálu, pro které psal syntetickou hudbu. Rozpočet snímku 7 milionů dolarů byl vyšší, než rozpočet běžných epizod Hvězdné brány (okolo 2 milionů dolarů).

### České znění

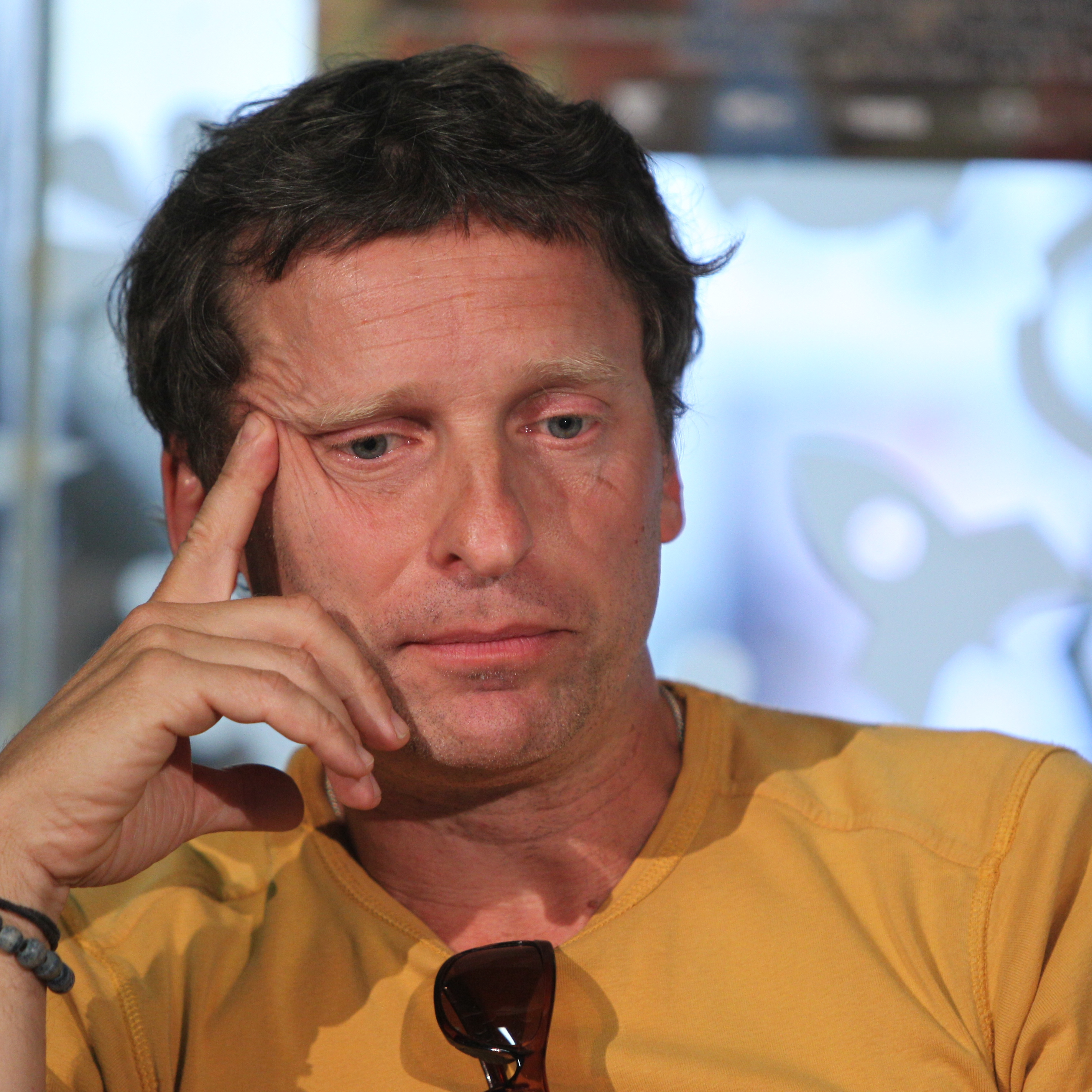
David Prachař, jehož hlasem mluví Daniel Jackson ve druhé verzi českého dabingu

První dabing Archy pravdy vznikl pro vydání lokalizované české verze DVD. V roce 2008 jej pro distributora Bontonfilm vyrobilo Barrandov Studio dabing, režisérem byl Petr Pospíchal, překladatelem Ivan Němeček. Oproti seriálu bylo však obsazení zcela odlišné, jedinými shodnými dabéry byli Pavel Rímský jako Teal'c a Petr Gelnar jako seržant Harriman. Novou verzi dabingu pořídila skupina skupina Nova, vyrobila jej v roce 2013 pro CET 21 firma DW Agentura, režisérem byl Ivan Holeček, překladatelem Lukáš Krincvaj. U tohoto dabingu bylo zachováno seriálové obsazení hlavních postav.

## Vydání a ohlasy
Film Hvězdná brána: Archa pravdy byl v regionu 1 vydán na DVD dne 11. března 2008. V televizi byl poprvé odvysílán na britské stanici Sky One 24. března 2008, v regionu 2 byl vydán 14. dubna 2008. DVD s filmem obsahuje také komentáře režiséra Roberta C. Coopera, kameramana Petera Woestea a herce Christophera Judge, 30 minut záběrů „za scénou“, část panelu Hvězdné brány na Comic-Conu 2007 a devítiminutové shrnutí orijské příběhové linie z deváté a desáté řady seriálu.
V prvních dvou týdnech po vydání vydělal film v půjčovnách DVD v USA 2,97 milionů dolarů. Ve Spojených státech dosáhl celkový zisk z prodeje DVD devíti milionů dolarů.
V Česku byla lokalizovaná DVD verze Archy pravdy uvedena na trh 11. srpna 2008 (do půjčoven), respektive 25. srpna 2008 (do prodeje). S původním dabingem byl film v Česku odvysílán poprvé 3. dubna 2010 na stanici AXN Sci-Fi, premiéra s novým dabingem se odehrála 13. února 2013 na stanici Fanda.